# Гірнича промисловість Південно-Африканської Республіки

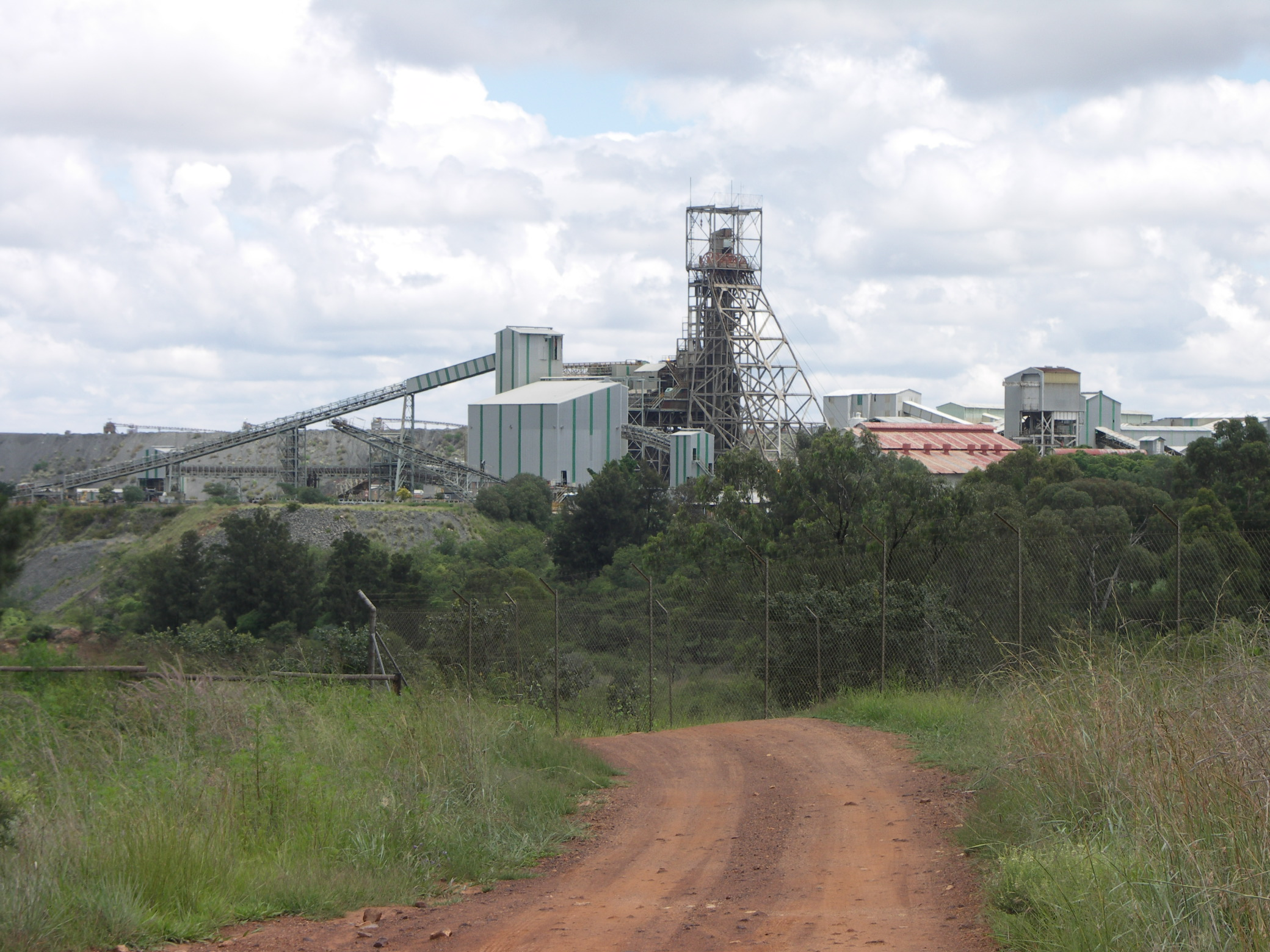
Провідна алмазна копальня, Cullinan, Gauteng, ПАР

Гірни́ча промисло́вість Півде́нно-Африка́нської Респу́бліки — велика галузь господарства країни, на яку в кінці ХХ століття припадало близько 25 % валової промислової продукції. У 1997 продукція гірничодобувної промисловості становила 8 % ВВП і близько 67 % загальної суми експортних надходжень.
ПАР — провідний продуцент золота, алмазів, металів платинової групи, ванадію, феросплавів, марганцевої і хромової руд, один з найбільших постачальників урану, вугілля, свинцевих концентратів, стибію, вермікуліту, цирконію. У країні у великих масштабах добувають також залізні, мідні, кобальтові і поліметалічні руди, азбест, слюду, фосфорити, флюорит (та близько 2). На початку XXI століття спостерігається тенденція до деякого зниження видобутку золота і водночас збільшення виробництва платини і МПГ, вугілля, титану. Основний гірничопромисловий район — Вітватерсранд на півдні провінція Трансвааль, де на 1 % території країни сконцентровано близько 50 % промислового потенціалу. У структурі гірничодобувній промисловості домінує видобуток гірничорудної сировини (золотих і уранових руд, руд чорних металів) — близько 74 % вартості всієї продукції галузі.
ПАР повністю задовольняє власні потреби у багатьох видах мінеральної сировини і є великим їх експортером. Експортується близько 85 % сировини близько 40 видів (2/3 всього експорту країни). З 1998 в ПАР здійснюється програма DEEPMINE, направлена на підвищення безпеки, ефективності і рентабельності провадження гірничих робіт на глибинах 3—5 км.

## Окремі галузі

### Вугільна промисловість
| видобуток кам'яного вугілля у ПАР | видобуток кам'яного вугілля у ПАР |
| Рік                               | На-гора, млн. т                   |
| --------------------------------- | --------------------------------- |
| 1990                              | 175                               |
| 1994                              | 196                               |
| 1998                              | 206                               |
| 1999                              | 223                               |
| 2000                              | 223                               |
| 2001                              | 225                               |

Вугільна промисловість ПАР посідає 5-те місце з видобутку і 3-тє місце у світі за обсягом експорту вугілля (2001). ПАР — один з провідних експортерів кам'яного вугілля в країни Європи і Азії. Вугільна промисловість перебуває на підйомі. Видобуток кам'яного вугілля у 1990 становив 175 млн т, у 1994 — 196, 1998 — 206, 1999 та 2000 — по 223, 2001 — 225 млн т. Південна Африка має вугільні резерви, достатні для 40 років видобутку. Експорт вугілля становить у 2001 приблизно 30 % видобутку або 20 % світової торгівлі.
Основні райони розробки: Вітбанк — Мідделбурґ і [Ермело (ПАР)|[Ермело]] — Брайтен, а також провінції Трансвааль, Наталь і Оранжева.
Видобуток ведеться підземним і відкритим способами.
Найбільше вугледобувне підприємство в кінці ХХ століття — комплекс «Секунда» (вугленосна площа Фірініхінг — Сасолбурґ, басейн Вітбанк).
Максимальна глибина розробки близько 300 м.
Розкриття шахтних полів — похилими і вертикальними стовбурами.
Переважають системи розробки короткими вибоями, застосовуються також довгі комплексно-механізовані лави.
Середній вміст метану у вихідному загальношахтному струмені 0,1 %.
На вугільних кар'єрах потужність розкриву 30—60 м. Використовують драґлайни, максимальна місткість ковша до 62,5 м³. Основна частина вугілля споживається електростанціями (60 %), коксохімічними заводами і заводом зрідження вугілля. Частина вугілля йде на експорт (головним чином в Японію, Францію, Італію). Побудовано потужний вугільний портовий термінал Ричардс-Бей пропускною спроможністю 10 млн т. У країні діє програма COALTECH-2020 направлена на створення технічних засобів і технологій, що забезпечують конкурентоспроможність вугільної промисловості ПАР, стабільність і безпеку провадження добувних робіт.
Вугільна промисловість за внеском у економіку країни перевершила золотодобувну промисловість. Вугілля становить основу хімічної промисловості. Компанія Sasol забезпечує вугіллям заводи синтетичного палива.

### Уранова промисловість
Уран
| Видобуток урану U3О8 у ПАР | Видобуток урану U3О8 у ПАР |
| Рік                        | На-гора, т                 |
| -------------------------- | -------------------------- |
| 1997                       | 1198,7                     |
| 1998                       | 1061,5                     |
| 2002                       | 823                        |

За видобутком і переробкою уранових руд ПАР посідає 8-ме місце у світі — 1,1 тис. т/рік урану (після Канади, Австралії, Нігеру, Намібії, США, РФ, Узбекистану, 1997). Наприкінці ХХ століття спостерігалася тенденція на скорочення видобутку уранових руд. Виробництво U3О8 у 1998 становило 1061,5 т у порівнянні з 1198,7 т за 1997 р. Виробництво урану в ПАР у 2002 р. становило 823 т.
Головні підприємства: Hartebeestfontein, Vaal Reefs і Western Areas.
| Видобуток природного урану у ПАР | Видобуток природного урану у ПАР |
| Рік                              | На-гора, т                       |
| -------------------------------- | -------------------------------- |
| 1996                             | 1436                             |
| 1997                             | 1100                             |
| 1998                             | 994                              |
| 1999                             | 950                              |

Виробництво природного урану в 1999 становило 950 т, спостерігається тенденція до його скорочення (у 1996 — 1436 т, 1997 — 1100 т, 1998 — 994 т). Практично весь уран (96—98 %) вилучають як побічний продукт при переробці золотоноснихконґломератів в басейні Вітватерсранд. Розробляють уранові родовища підземним способом. Розкриття — вертикальними стовбурами. Система розробки суцільна із закладенням виробленого простору.
Середній вміст U3О8 в переробленій руді 0,175 кг/т.
Уранові концентрати експортують у країни Західної Європи, головним чином Великою Британію.

### Залізорудна промисловість
Промисловий видобуток залізних руд почалася після1-ї світової війни 1914—18. Залізорудна галузь розвинулася в середині ХХ століття (центри — Преторія і Фандербейлпарк). Родовища розробляють переважно відкритим, рідше підземним способами. Перспективне освоєння родовищ титанистих магнетитів Бушвелдського комплексу (із вмістом до 56 % заліза, 8—15 % титану і 1,6 % ванадію). Частину залізної руди експортують через порт Салданья.
Основні ринки збуту — Японія і ФРН.
Видобуток залізних руд провідною компанією Iscor в кінці ХХ століття (1998 р.) становив 26,2 млн т (24,2 млн т за 1997), в тому числі на підприємстві Sishen відповідно 23,4 і 21,4 млн т. Експорт руди становив відповідно 18,3 і 15,8 млн т. На підприємствах компанії Assmang у 1997—1998 звітному році на 30 червня в порівнянні з попереднім роком видобуток Fe-руд збільшився на 29 % до 5,1 млн т [Mining J. — 1999. — Annual Rev. — Р. 59]. Надалі ця тенденція зберігається. Видобуток Fe — руд в ПАР в 2001 р. (в дужках за 2000 р.) становив (у млн т): 34,8 (33,7)..
Найбільший залізорудний виробник у ПАР — компанія Iscor. У її веденні перебувають гірничорудні підприємства Sishen і Thabazimbi і 4 металургійних заводи, на яких в 1998 р. виплавлено 6,5 млн т сирої сталі. Мінерально-сировинна база компанії представлена трьома головними родовищами: Сішен, Табазімбі і Постмасбурґ з ресурсами 1600, 87 і 200 млн т багатої гематитової руди із вмістом понад 60 % Fe. Крім того, вона має ще 5 родовищ магнетитової руди із загальними ресурсами понад 2 млрд т при вмісті 32—36 % Fe. Розробка їх ймовірно можлива в майбутньому при вичерпанні запасів багатих руд. У кінці ХХ століття (1999) видобуток ведеться тільки на двох родовищах — Сішен і Табазімбі. На підприємстві Sishen з 1953 по 1998 відкритим способом добули 589 млн т сирої Fe-руди, з якої отримали 474 млн т товарної продукції. близько 600 млн т руди на цьому родов. будуть добувати підземним способом. На іншому підприємстві Thabazimbi протягом 1933—1998 рр. добули 132 млн т сирої руди, з якої отримали 104 млн т товарної продукції. Спочатку відробляння родовищ велося кар'єром, а надалі підземним способом системою підповерхового обвалення. З 1960-х робота кар'єру поновилася.

### Марганцеворудна промисловість
Наприкінці ХХ століття всі родовища марганцю в ПАР, крім родовища Маматван, розроблялися підземним способом. На початку XXI століття основні виробники марганцю — компанії Associated Manganese (Assmang) і Samancor. При відкритій розробці основне обладнання — екскаватори, ківшеві навантажувачі, автотягачі. При підземній застосовується головним чином камерно-стовпова система розробки, відбійка порід буропідривним способом. Переважають металургійні сорти марганцевих руд.
ПАР експортує марганцеворудну продукцію.
Основні ринки збуту — Японія, Франція, Італія. Виробництво металічного марганцю також орієнтовано на зовнішні ринки.
Метал експортують головним чином в ФРН, Велику Британію, Канаду.

### Ванадій
Наприкінці ХХ століття ПАР — найбільший серед промислово розвинених країн продуцент ванадієвої сировини. Родовища ванадієвих руд розробляють відкритим способом в провінції Трансвааль (Мапахс та інші). Руду переробляють і отримують ванадієносні шлаки (25–28 %V2O5, 10—13 % TiO2, 20—42 % FeO і 15—20 % SiO2) і пентоксид ванадію, що використовується для отримання ферованадію.
Провідною компанією Highveld виробництво ванадієвих шлаків в 1998 р. становило 17,16 тис. т. Тоді ж компанія ввела в експлуатацію третю піч на підприємстві Vanchem продуктивністю 6 тис. т Va2O5 на рік.

### Титан
Видобуток титанових руд ведеться драгами з прибережно-морських розсипів, що містять ільменіт і рутил. Руду збагачують гравітаційними та магнітними методами. Ільменітовий концентрат використовується для виплавки чавуну і виробництва титанових шлаків, що містять 85 % діоксиду титану. Титанові шлаки, рутиловий концентрат і пігментний діоксид титану експортують (головним чином в США і ФРН). Перспективи розвитку видобутку титанової сировини пов'язують з освоєнням титаномагнетитових родовищ Бушвелдського комплексу.
На підприємствах провідної компанії Richards Bay Minerals в 1998 р. виробництво важких мінералів становило 1,2 млн т, титанових шлаків 1 млн т. Компанія Namakwa Sands на межі ХХ-XXI століття збільшила продуктивність з важких мінералів до 530 тис. т/рік.

### Хромітова промисловість
Хромітова промисловість в ПАР виникла у 1921. Розвиток отримала після 2-ї світової війни, особливо швидкі темпи зростання характерні для 1970-х. Максимальний рівень видобутку зареєстрований у 1986, в подальші роки обсяг видобутку скоротився, але ПАР забезпечує близько 1/2 сукупного обсягу хромітів країн Заходу. Видобуток руд ведеться в провінції Трансвааль (Бушвелдський комплекс) підземним способом (похилими шахтними стовбурами з використанням конвеєрних підйомників). З руди одержують концентрат, високовуглецевий ферохром, її використовують також для одержання феросплавів і неіржавіючих сталей.
ПАР — провідний світовий експортер хромітів. Концентрат експортується США, Японію, Нідерланди.
Основні ринки збуту ферохрому — Японія, США, ФРН і Франція.
Наприкінці XX століття (1998) виробництво ферохрому становило 4,4 млн т (3,74 млн т у 1997), в тому числі на підприємствах компанії Samancor 1,1 млн т. Швейцарська компанія Sudelektra виробляє ферохрому до 1,0 млн т/рік, компанія Hernic Ferrochrome — 260 тис. т/рік.
Компанія Samancor наприкінці XX століття експлуатує 2 гірничих підприємства з видобутку Mn-руд в Північній Капській провінції продуктивністю 1,9 млн т/рік з використанням 60 % видобутку для виробництва феромарганцю. Динаміка — на збільшення видобутку руд до 3,8 млн т/рік і виробництва феромарганцю на 40 %. Наприкінці XX століття (1998) на підприємствах компанії Highveld виробництво феросплавів становило 226,4 тис. т. На підприємствах компанії Assmang в 1998 р. виробництво ферохрому 151,2 тис. т/рік, видобуток Mn-руд 1,5 млн т і виробництво феромарганцю дочірньою компанією Ferralloy 152,5 тис. т.

### Видобуток руд кольорових металів
У ПАР розробляються родовища мідних, нікелевих, олов'яних, свинцево-цинкових та інших руд кольорових металів. Експлуатуються родовища відкритим і підземним способами. Стибієві руди добувають на північному сході Трансваалі (родовище Ґравелот) підземним способом. Монопольний виробник стибію в країні — Consolidated Murchison.
Виробництво Cu в концентратах провідною компанією Palabora Copper за 1998 р. становило 148 тис. т. Компанією O'okiep Copper в 1997—1998 звітному році видобуток і переробка Cu-руд становила 1,4 млн т з виробництвом 20,32 тис. т концентратів. На металургійному заводі компанії з власних і давальницьких концентратів виготовили 36,10 тис. т чорнової Cu.
Виробництво Ni в ПАР в кінці ХХ століття здійснювалося переважно попутно при переділі Pt-руд і в 1998 р. становило 33 тис. т в порівнянні з 27 тис. т за 1997 р. На підприємствах компанії Amplats виробництво Ni збільшилося від 14,6 до 21,2 тис. т. Продуктивність підприємства Nkomati компанії Avmin і Anglo American 3 тис. т Ni-концентратів на місяць.
Видобуток і переробка Zn-руд проводиться на 3 гірничозбагачувальних підприємствах з металургійним переділом концентратів на комплексі компанії Zincor, де за 1998 р. отримано 110,0 тис. т рафінованого Zn. Загальне виробництво Pb за 1998 р. становило 90 тис. т. Компанія Anglo American планує будівництво ГМК продуктивністю 200 рафінованого Zn на рік на родовищі Гамсберґ, запаси якого оцінюються в 90 млн т руди із сер. вмістом Zn 6,4 % [Mining J. — 1999. — Annual Rev.].
Південна Африка не має власних бокситових резервів. Виробництво алюмінію країни базується на імпортному глиноземі (головним чином з Австралії).

### Видобуток рідкісних і рідкісноземельних руд
ПАР займає одне з провідних місць у світі з виробництва цирконію.
Основний район видобутку — провінція Натал (розсипне родовище Ричардс-Бей). Крім того, бадделеїт добувають попутно з мідними рудами на родовищі Пхалаборва і при переробці фосфатів.
Збагачення — гравітацією з подальшим вилуговуванням і магнітною сепарацією. Концентрат містить 99,5 % ZrO2.
Цирконієва сировина експортується головним чином у ФРН, Японію і Велику Британію.
Літієві руди видобувають на родовищах Норіссеп і Пофаддер, літієво-тантало-берилієві руди — на родовищах Хрундурн та Сподуменкоп (на заході країни).

### Сурма
Південна Африка є головним всесвітнім виробником сурми, експортуючи 7 055 т (2000) концентрату від фірми Consolidated Murchison mine в Мпумаланґа (Mpumalanga). Забезпеченість сурмової промисловості ПАР загальними і підтвердженими запасами металу, розрахована за максимальним рівнем його виробництва в концентратах в 1993—1997 рр. (з урахуванням 25%-них втрат при видобутку і збагаченні), становить, відповідно, 34 і 32 роки.

### Золотодобувна промисловість
| Видобуток золота в ПАР | Видобуток золота в ПАР |
| Рік                    | Видобуто, т            |
| ---------------------- | ---------------------- |
| 1997                   | 492.5                  |
| 1998                   | 464.4                  |
| 1999                   | 449.5                  |
| 2000                   | 428.3                  |

ПАР займає 1-е місце у світі за видобутком золота, хоча спостерігається зниження виробництва золота: в 1997 р видобуто 492.5 т, в 1998 — 464.4 т, 1999 — 449.5 т, 2000 — 428.3 т. Частка ПАР у світовому золотовидобутку скоротилася з 30 % в 1993 р. до 15 % в 2000 р.
У 1996 частка золота у вартісному обсязі продукції гірничодобувної промисловості становила близько 42 %. З початку 1970-х років відбувалося скорочення обсягів видобутку золота, що частково пояснювалося виснаженням найбагатших родовищ. Якщо в 1991 частка золота в експорті становила приблизно 30 %, то у 1996 вона скоротилася до 20 %. Різке падіння світових цін на золото неминуче веде до скорочення прибутків ПАР від його експорту.
Видобуток руд золота станом на кінець ХХ — початок XXI століття — найважливіша галузь гірничої промисловості, на частку якої припадає близько 2/3 вартості всієї мінеральної сировини, що видобувається в ПАР. У галузі діє понад 40 золотодобувних підприємств.
Основний район видобутку — Вітватерсранд, де діє 36 рудників, декілька підприємств — у східній частині Трансвааля. Розкриття родовищ здійснюється похилими і вертикальними стовбурами. Переважаючі системи розробки: суцільна (із закладенням виробленого простору) і довгими лавами з ціликами.
Середня глибина розробки 2,5 км, максимальна — 4 км (найглибша у світі шахта — «Вестерн-Діп-Левелс»).
Середній вміст Au в рудах — близько 4—6 г/т. Нарівні з підземним видобутком золотих руд істотна кількістьть золота (500 кг) вилучається шляхом переробки відвалів, з яких вилучають також срібло (16 т), пірит, осмій, іридій. Руду збагачують на 80 збагачувальних фабриках.
Вилучення золота становить 98 %.
Розвиток золотодобувної промисловості в кінці ХХ століття регулювався державою шляхом видачі компаніям ліцензій на розробку золотоносних ділянок і системи оподаткування видобутку. Остання побудована на базі показника «окупної межі» вмісту золота в рудах, що розробляються.
За станом на 1998 р. загальний видобуток Au скоротився до 473 т (493 т за 1997 р) внаслідок реструктуризації і оптимізації виробництва.
Найбільші золотодобувні підприємства ПАР у кінці ХХ століття (1998 р., видобуток Au, в кг):
- Driefontein компанії Gold Fields 46 717;
- Kloof компанії Gold Fields 42 642;
- Great Noligwa компанії AngloGold 33 498;
- Randfontein компанії Randfontein 26 344;
- Tau Tona компанії AngloGold 22 550;
- Harmony компанії Harmony 18 475;
- Bambanani компанії AngloGold 17 200;
- Hartes компанії Avgold 16 796;
- Matjhabeng компанії AngloGold 15 645;
- Beatrix компанії Gold Fields 14 961;
- Elandsrand компанії AngloGold 14 961;
- Kopanang компанії AngloGold 14 401;
- Mponeng компанії AngloGold 12 970;
- ERGO компанії AngloGold 12 255;
- Evander компанії Harmony 12 130;
- Western Areas компанії JCI Gold 11 695;
- Libanon компанії Gold Fields 9 735;
- Tshepong компанії AngloGold 9 455;
- Tau Lekoa компанії AngloGold 8 367;
- Savuka компанії AngloGold 8 336[7]

За результатами реструктуризації, в ПАР на межі ХХ—XXI століття сформувалося 3 компанії із видобутком понад 31,1 т Au на рік: Harmony, Gold Fields і AngloGold. Остання, внаслідок придбання у кінці ХХ століття золотодобувних підприємств компанії Minorco в Америці із загальною продуктивністю 24 100 кг Au на рік, збільшила видобуток Au до 236,4 т.
В умовах низьких світових цін на золото на межі ХХ—XXI століття (в 1999—2000 рр. середньорічні ціни не перевищили рівня 8,98 дол./г) виробництво золота в країні, основну частину якого становив малоприбутковий видобуток глибокими шахтами, продовжувалося завдяки цілеспрямованому зниженню витрат: собівартість добування золота в 1997 р. становила 9,6 дол./г, в 1998 — 8,2 дол./г, 1999 — 7,5—7,9 дол./г. Для зниження витрат відробляли багатші руди, у районі Вітватерсранд закрили нерентабельні рудники з собівартістю близько 10 дол./г.
У період 1997—2000 рр. проведена кардинальна реорганізація золотодобувної галузі країни. Вона включала вдосконалення управління підприємствами, раціоналізацію виробництва, впровадження нових технологій видобутку з великих глибин, підвищення кваліфікації гірників і значне скорочення малокваліфікованого персоналу. Структурна перебудова золотодобувної галузі країни привела до укрупнення компаній. У 1998 р. дві найбільші компанії ПАР: Gold Fields of South Africa і Gencor об'єдналися в корпорацію Gold Fields Ltd. з річним обсягом видобутку близько 120 т золота і з 2 644 т запасів, підготовлених до експлуатації. В 1997 р. найбільша південноафриканська компанія Anglo American Corp., виділивши власність золотодобувного сектора, сформувала групу AngloGold, яка стала найбільшим у світі виробником золота (225.3 т за 2000 р.) з експлуатаційними запасами 4 360 т металу. У липні 1998 р. група AngloGold ліквідувала громіздкі дочірні структури: Vaal Reefs, Free State, Western Holdings, HJ Joel і West Wits, що експлуатували родовища групи Вітватерсранд, і на їх основі утворила окремі рентабельні рудники, що отримали нові імена: Ґрейт-Ноліґва, Тау-Тоні, Копананґ і інші. Велика корпорація Anglovaall Ltd. також виділила свою золотодобувну власність в самостійну компанію Avgold. Корпорація Gold Fields Ltd., третій у світі продуцент золота, обмінявши частину активів на активи групи AngloGold, отримала в повне розпорядження найпродуктивніший в країні рудник Драйненфонтейн; продовжували успішно працювати і базові підприємства компанії: рудники Клаф, Беатрікс, Лідурн і інші. Нова корпорація Rand Gold and Exploration, що заснована 1997, провела перерозподіл власності і з своїх дочірніх підрозділів Harmony і Durban Roodepoort Deep сформувала дві самостійні компанії, зберігши при цьому їх назви. Обидві ці компанії з власників 2—3 підприємств перетворилися у великих світових продуцентів золота, придбавши цілий ряд підприємств, в тому числі рудники Евандер, Рандфонтейн, Хартебістфонтейн і інші. У 2000 Harmony зайняла з видобутку золота 11-е місце у світі — 66.8 т золота (проти 41,4 т в 1999 р.), а Durban Roodepoort Deep — 12-е місце — 35,7 т (в 1999 р. — 27.7 т). Золотодобувна компанія JCI Gold, що виділилася з найстарішої південноафриканської фірми JCI Ltd., в 1998 р. створила три окремі компанії: Consolidated African, Randfontein Eastes (надалі перекуплену компанією Harmony) і Western Areas Ltd., що експлуатує підприємства Саут-Діп на заході групи Вітватерсранд із добувними запасами в 905 т. У листопаді 1998 р. канадська компанія Placer Dome Inc. придбала 50 % участі в підприємствах Western Areas Ltd.
У результаті перебудови золотодобувної галузі в ПАР складно побудовані пірамідальні структури, що довгий час панували в цій галузі, пішли в минуле. Перетворені і знову створені компанії AngloGold, Gold Fiels Ltd., Harmony, Durban Roodeport Deep, JCI Gold і Avgold утворили ефективну корпоративну структуру, яка діє під контролем головних фінансових і холдингових компаній («будинків»): Anglo American Corp., Consolidated African Mines, Anglovaall Mining і Gold Fields of South Africa. Водночас у золотодобувну галузь ПАР проникли великі північноамериканські компанії, зокрема Placer Dome.
Станом на I квартал 2002 р. на найбільших золотодобувних компаніях ПАР видобуток Au (в дужках загальні виробничі витрати на 1 г Au в дол.) становив (у кг):
- AngloGold 42 829 (6,04);
- Durban Deep 7 752 (6,59);
- Gold Fields 33 622 (5,92);
- Harmony 20 936 (5,98);
- Western Areas 1 412 (6,30);

всього 106 551 (в середньому 6,04).
Провідна золотодобувна компанія ПАР Gold Fields у 2002 р здійснює оптимізацію гірничих робіт на своїх підприємствах. По відділенню Kloof запаси Au оцінюються в 622,1 т і ресурси — 1835,1 т. По відділенню Driefontein запаси Au в 1 586,2 т і ресурси — 933,1 т. По відділенню Free State запаси Au 435,4 т і ресурси — 466,5 т.
Компанія Avgold відновила рудник Таргет (Target) і глибоку шахту, що розкрили золоторудний пласт Elsburg Reef в золоторудному районі Велкам (провінція Фрі-Стейт). Рудник почав роботу навесні 2002 р. Північніше лежить перспективна площа Paradise. Шахта Таргет має глибину 2500 м і розташована за 6 км північніше за шахту Лорейн (1 500 м). Шахта Таргет — похила система, що поступово занурюється під кутом 9,5 градуса до відмітки 2 500 м. Подача руди і породи «на-гора» здійснюється монорейковою транспортною системою. Передбачається щорічний видобуток 11 т золота з руд (вміст Au 9 г/т). Видобуток і переробка руд — 1,26 млн т/рік. Рудник забезпечений рудою на 12 років (шахтними виробками розкрито близько 140 т золота в надрах — підтверджені запаси).

### Платиноїди
Див. Платина Південно-Африканської Республіки
За оцінкою Геологічної служби США в 2000 р. (в дужках дані за 1999 р.) в ПАР видобуто 114(121) т Pt (1-е місце), у світі — 161(168) т Pt. Найбільший виробник платини та МПГ, — компанія Anglo Platinum(Angloplat), — планує вкласти R12.6 млрд для збільшення видобутку платини з 2,1 млн унцій (Moz) in 2001 до 3,5 млн унцій (Moz) в 2006. Impala, — другий виробник платини в ПАР, — за той же період 2001—2006 планує збільшити виробництво МПГ з 1,1 млн унцій до 1,6 млн унцій.
Платинова промисловість розвинулася швидкими темпами після 2-ї світової війни. У другій половині ХХ століття країна вийшла на 1-е місце серед країн світу (у 1987 р — 90 % світового виробництва платини).
Основний район видобутку — власне платинові родовища Бушвелдського комплексу. Розробляють 2 платиноносних горизонти (рифи Меренського та IU-2). На рифі Меренського (в районі Рюстенбурґа, Преторії і Лейденбурґа) поряд з платиною добувають паладій, рутеній, родій, осмій, іридій. Руди горизонту IU-2 мають високий вміст хрому, що утруднює вилучення МПГ. Платинові руди добувають підземним способом. Розкриття родовищ похилими стовбурами в основному на глибині понад 400 м, далі — вертикальні стовбури на глибину 900—1 000 м. Система розробки суцільна із закладенням виробленого простору. Руду збагачують поблизу рудників. Попутно з неї вилучають нікель і мідь. Афінаж платинових металів проводиться на заводах в ПАР і у Великій Британії. Крім того, з руд отримують штейн, що містить кольорові і дорогоцінні метали. Вилучення зі штейну кольорових металів і переробку шламу з метою отримання з нього платинових металів здійснюють на ряді підприємств. Штейн містить 1,2—1,7 кг платиноїдів і золота на 1 т.
Вилучення металів зі штейну в середньому 98 %.
ПАР — найбільший експортер платинових металів.
Експортують: платину, паладій, родій, іридій, осмій, рутеній.
Основні ринки збуту — США і Японія.
Видобуток платиноїдів в ПАР в кінці ХХ століття (1998) становив 118,2 т, Pd 56,6 т і Rh 11,788 т. На підприємствах провідної компанії Amplats видобуток Pt становив 59,10 т, Pd 29,55 т і Rh 5 443 кг. Запаси платиноїдів в надрах, що контролюються компанією, оцінюються в 8 398 т. Компанія здійснює реконструкцію підприємства PP Rust і будівництво підприємства Batokeng Rasimone із збільшенням видобутку Pt у 2002 р. до 68,4 т. На підприємствах компанії Impala видобуток Pt становив 32,66 т, Pd 17,11 т і Rh 4 043 кг. Компанія здійснює ряд реконструкцій наявних підприємств і планує поновлення експлуатації законсервованого Crocodile River із збільшенням видобутку Pt на 6 220 кг/рік. На підприємствах компанії Lonplats за 1998 р. видобуток Pt становив 19 905 кг.
У 1999 р. у Західному секторі Бушвелда австралійська компанія Aquarius Platinum NL почала відпрацьовувати нове родовище платиноїдів Крундал (риф Меренського), розташоване поблизу однойменного хромітового родовища. Його розвідку завершили наприкінці 1995 р. У межах шахтного поля запаси становили 8,9 млн т руди з середнім вмістом МПГ 5,6 г/т, або 50 т МПГ. Для кар'єру глибиною 30—40 м підраховане 4,3 млн т руди. Пройдена похила шахта, що розкрила руди на горизонтах до 200 м, побудовано два кар'єри і ГЗК. На руднику добувають 950 тис. т руди підземним і 250 тис. т кар'єрним способом. Добувають річно 3,4 т платини, 1,9 т паладію і 0,5 т родію.
На початку XXI століття в ПАР спостерігається пожвавлення видобутку платиноїдів, що обумовлено зростанням цін на паладій і платину. У Західному секторі Бушвелду завершена розвідка і побудований рудник на родовищі Крундал, відновлений рудник на родовищі Крокодайл-Рівер, розвідано родовище Марікана, на якому вже закінчується будівництво добувного підприємства. У Східному секторі Бушвелду будуються рудники на нових родовищах Мессіна і Віннархук, а також освоюється площа Мандагхук. Все це повинно привести до значного зростання виробництва платиноїдів у ПАР; у 2000 р. воно перевищило 202 т (в тому числі платини — 118,2 т).
У 1999—2000 рр. на родовищі Мессіна компанією SouthernEra Resources Ltd. побудована шахта до глибини 250 м. У 2001 р. видобута перша руда. На початковій стадії роботи рудника і цеху збагачення намічено щорічно добувати до 200—250 тис. т руди і вилучати з неї в концентрат до 0,9—1,1 т МПГ і золота. У 2003 р. компанія має намір довести річну продуктивність рудника до 950 тис. т руди і до 5,0—5,5 т МПГ і золота.
З 2001 року на родовищі Марікана, що в 10—12 км східніше родовища Крундал, австралійською компанією Aquarius Platinum NL будується рудник (похила шахта і кар'єр глибиною 180 м). Запаси для підземного видобування становлять 15,5 млн т руди із вмістом МПГ 3,53 г/т, або 55 т МПГ, для відкритих робіт — 18,2 млн т руди з вмістом МПГ 3,94 г/т (в тому числі платини — 2,58 г/т, паладію — 1,32 г/т), або 71 т МПГ; всього 126 т платиноїдів. Руди родовища містять також попутні золото, нікель, мідь і кобальт. Рудник стає до ладу в 2002 р. Спершу тут добуватимуть щорічно до 2.9 т платини, 1,5 т паладію і 0,5 т родію — разом близько 5 т платиноїдів. Рудник Крундал, що належить тій же компанії, до 2002 р. збільшив свою продуктивність з 5 до 7,7 т платиноїдів на рік. При цьому 80 % платиноїдів компанія Aquarius Platinum видобуває підземним способом. Загалом рудник забезпечений запасами на 13 років. Запаси руди для підземної відробки становлять 15.5 млн т із вмістом МПГ 3,53 г/т, або 55 т МПГ, для відкритих робіт — 18,2 млн т руди з вмістом МПГ 3,94 г/т (в тому числі платини — 2,58 г/т, паладію — 1,32 г/т), або 71 т МПГ; всього 126 т платиноїдів. Руда, як і з родовища Крундал, після збагачення переробляється на плавильно-афінажному заводі «Implats Refining Services» поблизу м. Рюстенбурґ.
Компанія Aquarius Platinum Ltd. в 2002 р. почала будівництво рудника Саут (Everest South), який буде розробляти платиноїдні руди бушвелдського комплексу і за планом буде пущений в експлуатацію в кінці 2004 року. Рудник розташований на Східному лімбі Бушвелдського лополіту. Підприємство буде відпрацьовувати пласт UG-2. Це третій (після Крундала і Марікани) рудник для видобутку руд МПГ в межах Бушвелдського масиву. Підтверджені запаси категорії measured (категорія С1) становлять 17.1 млн т руди із змістом МПГ 4.44 г/т, або 76 т МПГ; передбачувані запаси категорії indicated (С2) — 15 млн т руди з таким же вмістом МПГ, або 66.5 т МПГ; загальні запаси МПГ — 142.5 т. Ресурси становлять 2.8 млн т руди, або 12.4 т МПГ. Рудний пласт UG-2 планується розробляти переважно підземним способом до глибини 200 м від поверхні. Дрібним кар'єром будуть відпрацьовані перші 1,4 млн т руди. Потужність гірничо-збагачувального підприємства визначена в 7 т платиноїдів на рік. Руди перероблятимуть на збагачувальній фабриці. Очікується, що в одній тонні концентрату буде до 200 г МПГ, в тому числі 59 % платини (близько 120 г), 30 % паладію (60 г) і 10 % родію (20 г). Обслуга рудника становитиме 1200 осіб, серед них 10—15 фахівців (включаючи геологів) компанії Aquarius Platinum Ltd.

### Алмазодобувна промисловість
Одна з найстаріших галузей гірничої промисловості ПАР. До 30-х рр. 20 століття країна міцно займала 1-е місце в світовому видобутку алмазів, як в кількісному, так і вартісному вираженні (в 1928 на її частку припадало 57 % сукупного видобутку). Але далі, по мірі зростання видобутку в Бельгійському Конго її частка стала падати (в 1938 лише 11 %).
Після 2-ї світової війни видобуток істотно збільшився. У 1987 за обсягом видобутку алмазів ПАР займала 3-є місце серед промислово розвинених капіталістичних країн.
Максимальний рівень видобутку (10,3 млн карат) досягнуто у 1983.
Близько 45 % алмазів — сировина для ювелірної промисловості. Кімберлітові трубки забезпечують близько 90 % видобутку.
Основні алмазодобувні підприємства в кінці ХХ століття — «Прем'єр» і «Фінч», крім того — «Бюлтфонтейн», «Весселтон», «Де-Бірс» і «Дютойтспан».
Видобуток ведеться в основному підземним способом, система розробки камерна з магазинуванням руди і видачею її через рудоспуски на транспортні горизонти. За ХХ століття з трубки «Прем'єр» видобуто близько 100 млн карат алмазів. На підприємстві «Фінч» з початку розробки трубки (1965) видобуто понад 50 млн карат алмазів. Алмазоносні розсипи розробляють дражним способом в районі Намакваленду.
Головний продуцент алмазів в ПАР — концерн «Де Бірс» («De Beers»), на частку якого припадає близько 94 % сумарного видобутку.
У 1996 продаж алмазів приніс країні 10 % загальної суми експортних надходжень. Незважаючи на вихід в 1990-ті роки на світовий ринок алмазів Росії і Анголи, південноафриканська компанія «Де Бірс» як і раніше відіграє головну роль в контролюванні світових цін і виробництві алмазів.
ПАР на початку XXI століття займає 4-е місце у видобутку алмазів (після Ботсвани, Росії, Анголи). У ПАР основна кількість алмазів добувається на корінних родовищах, що належать корпорації De Beers: Венішія (Venetia), Фінш (Finch), Прем'єр (Premier), Коффіфонтейн (Koffiefontein) і рудниках групи Кімберлі. Майже на всіх цих підприємствах видобуток у 2000 р мав позитивну динаміку.
У 1998 р. провідна світова компанія De Beers Cons. Mines у ПАР видобувала алмазів у вартісному вираженні на 900 млн дол. Компанія реконструювала підприємство Premier із збільшенням продуктивності до 3 млн карат/рік вартістю 1,5 млрд рандів. В той же час світовий видобуток алмазів в 1998 р. у вартісному вираженні становив 6,7 млрд дол.
De Beers планує збільшити видобуток алмазів в ПАР з 10 млн кар. у 2002 до 12 млн у 2003.
З початку 1990-х років на Атлантичному узбережжі ПАР розвивається видобуток з глибоководних морських розсипів, область поширення яких обіймає практично весь континентальний шельф ПАР.
ПАР — активний учасник «Руху Кімберлі» — групи країн, що об'єдналися з метою вирішення проблеми «алмазів конфлікту» — алмазів, які добуваються і розповсюджуються з «гарячих точок» Африки та інших регіонів світу.

### Гірничохімічна промисловість
ПАР — один з основних виробників флюориту на континенті (5 % світового).
Родовляють розробляють відкритим і підземним (родовище Оттосхуп) способами.
Флюорит експортується в США, Японію і ФРН. Забезпеченість загальними і підтвердженими запасами при рівні виробництва 1997 р. становить, відповідно (років) — 166 і 140. Крім того, з гірничохімічної сировини в країні добувають також барит, пірит і кам'яна сіль.

### Фосфоритова промисловість
Фосфоритова промисловість ПАРв кінці ХХ століття (1998) представлена головно видобувною та переробною компанією Foskor, дочірньою державної Industrial Development (IDC). Роботи сконцентровані на комплексі Фалаборва в Північній провінції, складеному на 95 % піроксенітом, 3 % фосфоритом і 2 % карбонатитом. На підприємствах компанії переробка руди становить приблизно 16 млн т/рік і хвостів збагачення міднорудних підприємств компанії Palabora 10 млн т/рік з виробництвом 3 млн т фосфоритових концентратів. Foskor спільно з IDC планують будівництво підприємства з переробки хвостів збагачення піроксеніту і Cu — руд з виробництвом глинозему (330 тис. т/рік), оксиду магнію (300 тис. т/рік) і сульфату калію (230 тис. т/рік). Родовища фосфатів експлуатують в районі Пхалаборва відкритим способом із застосуванням циклічно-потокової технології.
Основне гірничотранспортне обладнання — мехлопати і пересувні конвеєри.

### Видобуток нерудної індустріальної сировини
На території ПАР розробляють родовища азбесту, вермікуліту, мінералів андалузитової групи, графіту, польового шпату, сухарних глин та інших видів індустріальної сировини — бентонітових глин, сірих вогнетривких глин, каоліну, нефелінового сієніту, тальку, пірофіліту.

### Промисловість нерудних будівельних матеріалів
Промисловість нерудних будівельних матеріалів видобуває і переробляє карбонатні гірські породи, які використовують для виробництва цементу.
Родовища розробляють відкритим способом.
Основні райони видобутку зосереджені поблизу великих індустріальних міст — Йоганнесбурґа, Кейптауна, Дурбана та інших.
Більша частина продукції цементних заводів споживається всередині країни, невелика кількість експортується в прикордонні райони Зімбабве і Ботсвани. В провінції Оранжева добувають вапняк, в провінції Трансвааль — доломіт. Ґраувакка, як сировина для щебеню, добувається відкритим способом неподалік Кейптауна.
Найбільший район видобутку покрівельних сланців розташований поблизу міста Свартрюххенс (провінція Трансвааль). Родовища експлуатують відкритим способом. Більша частина (60 %) продукції експортується.
На території ПАР видобувають також природний камінь (граніт, сланці, мармур, кварцити) для виробництва облицювальних матеріалів. Найбільший обсяг видобутку гранітів — в кінці ХХ століття (1997—1998) він становив близько 970—950 тис. т/рік. Попитом користуються чорні і блакитні граніти, що добуваються в західних і східних районах Бушвелдського комплексу.
Розробка ведеться відкритим способом.
Блоки оконтурюють шпурами і відділяють клинами.
Мармур видобувають в районі Намакваленд. За декоративними якостями він аналогічний відомому каррарському.

## Геологічна служба. Наукові установи. Підготовка кадрів
Координацію видобутку мінеральної сировини здійснює Гірнича палата. Вона ж відповідає за проведення науково-дослідних і дослідно-конструкторських робіт, підготовку кадрів для галузі, відає питаннями найму робочої сили, визначення ставок заробітної плати. У її компетенцію входить також збагачення і збут уранової сировини, афінаж золота і срібла.
Збір, обробка та публікація даних про стан у гірничодобувній промисловості перебувають у веденні Гірничого бюро Міністерства гірничої справи та енергетики. Дослідження в галузі геології, гірничої справи ведуть у південноафриканському національному інституті гірничої справи і металургії (заснований 1934) у місті Йоганнесбурґ. Фахівців з гірничої справи готують в університетах у Вітватерсранді (заснований у 1922) і Преторії (заснований у 1908), крім того є декілька технічних коледжів, що випускають гірничих інженерів.